# باري روش
باري روش (بالإنجليزية: Barry Roche) (6 أبريل 1982 بجمهورية أيرلندا - ) هو لاعب كرة قدم أيرلندي في مركز حراسة المرمى. شارك مع منتخب جمهورية أيرلندا تحت 17 سنة لكرة القدم. أما مع النوادي، فقد لعب مع ليدز يونايتد ونادي تشيسترفيلد ونوتينغهام فورست ونادي موركامب وCartagena FC ‏.

## وصلات خارجية
- باري روش على موقع قاعدة بيانات كرة القدم.إي يو (الإنجليزية)
- باري روش على موقع Soccerbase.com (لاعب) (الإنجليزية)
- باري روش على موقع Soccerway.com (الإنجليزية)